# خربة اصقيع
خربة اصقيع أو سكيع تقع الخربة شرق قرية دير جرير، تبعد عن مدينة رام الله ومدينة البيرة حوالي 13 كم، ترتفع حوالي 900م عن مستوى سطح البحر، وهي مطلة على مناطق الاغوار الوسطى، وهي خالية من السكان، ويمنع لسكان الفلسطينيين من الوصول اليها، لانها مصادرة من قبل الاحتلال الإسرائيلي.
يوجد بالخربة بقايا مناطق اثرية، يوجد فيها ابار مياه كثيرة، ومن المواقع الاثرية الموجودة فيها جبل القبة، خلة القصر، أبو المسن، وهذه المناطق كل من عرفها يذكر وجود اثار فيها وبقايا ابنية.

## المناطق الاثرية
1-أبو المسن منطقة اثرية والتي اقيمت عليها مستعمرة إسرائيلية، والتي سميت بكوكب الصباح.
2-عين مَعصرته (دير جرير) هي عين ماء مُحتلة من قبل الاحتلال الإسرائيلي، موجودة تحت كِعاب جبل قُبة النجمة من الجهة الشمالية، وامامها تنبسط الأرض السهلية التي سرقها الاحتلال بمستعمرة كوخاب هشاحر وزرعوا بها العنب. كانت عين الماء قديماً تسقي الغنم ومواشي اهالي دير جرير وكفر مالك قبل عام 1967 ميلادي، زكان لها حوض صغير وبجانبها براميل وضعها أهل القرية للاستفادة من مياهها، وبعدما احتلها الاحتلال الإسرائيلي وسرقتها فقد تم تغيرها، والاستفادة منها لسياحة.[1]